# Melbourne Prize for Literature
Melbourne Prize for Literature är ett australiskt litteraturpris som delas ut till författare från Victoria. Det är en del av Melbourne Prize Trust, som även delar ut priser för skulptering och musik. Melbourne Prize Trust började dela ut sina priser 2004, och delas ut i en treårig cykel, det vill säga, 2011 gick priset till skulptering, 2012 till litteratur, 2013 till musik, och 2014 till skulptering.

## Mottagare
- 2016 - musik
  - Kutcha Edwards, sångare och låtskrivare
  - Scott Tinkler, trumpetare
  - Kate Neal, kompositör
  - Matthias Schack-Arnott, kompositör
- 2015 - litteratur 
  - Chris Wallace-Crabbe AM
  - Andrea Goldsmith - The Memory Trap
  - Kate Ryan - Psychotherapy for Normal People
  - Robyn Annear - Places Without Poetry
- 2014 - skulptering
  - Geoff Robinson
  - Kay Abude - Piecework
  - Aleks Danko
- 2013 - musik
  - Brett Dean, kompositör och dirigent
  - Stephen Magnusson, gitarrist
  - Kate Kelsey-Sugg, kompositör, sångare, saxofonist och pianist
- 2012 - litteratur 
  - Alex Miller
  - Craig Sherborne - The Amateur Science of Love
  - Tony Birch - Blood
- 2011 - skulptering
  - Bianca hester
  - Isaac Greener och Lucas Maddock, Aposle No.2
- 2010 - musik
  - David Jones, trumslagare
  - Benjamin Northey, dirigent
  - Natalie Bartsch, kompositör och pianist
- 2009 - litteratur
  - Gerald Nurnane
  - Nam Le - Båten
  - Amra Pajalic - The Good Daughter
- 2008 - skulptering
  - Alexander Knox
  - Tom Nicholson, för ett monument för översvämningen av Royal Park
  - Louise Paramor, för Tritonic Jam Session
  - Elaine Miles, för Reflections
- 2007 - musik
  - Paul Grabowsky, pianist, kompositör och dirigent
  - Genevieve Lacey, producent
  - Julian Langdon, kompositör
- 2006 - litteratur
  - Helen Garner
  - Christos Tsolkias - Dead Europe
  - Henry von Doussa - The Park Bench
- 2005 - skulptering
  - Terri Bird, Bianca Hester, Natasha Johns-Messenger och Scott Mitchell
  - Karen Abernethy, för echophene
  - Simon Perry för Public Address
  - Mathew de Moiser för Parasite